# Cleo Boman
Cleo Boman, född 5 maj 1942, är en svensk skådespelare och teaterregissör.[källa behövs]
Hon är konstnärlig ledare för barn- och ungdomsteatern Mittiprickteatern i Stockholm.

## Filmografi
- 1964 – The Meeting (kortfilm)
- 1966 – Yngsjömordet
- 1966 – Nattlek
- 1970 – Kyrkoherden

### Fotnoter
1. ↑  ”Cleo Boman”. Svensk Filmdatabas. http://sfi.se/sv/svensk-filmdatabas/Item/?type=PERSON&itemid=67370&ref=%2ftemplates%2fSwedishFilmSearchResult.aspx%3fid%3d1225%26epslanguage%3dsv%26searchword%3dcleo+boman%26type%3dPerson%26match%3dBegin%26page%3d1%26prom%3dFalse. Läst 20 oktober 2012.
2. ↑  ”Om oss”. Mittiprickteatern. Arkiverad från originalet den 7 april 2012. https://web.archive.org/web/20120407122121/http://www.mittiprickteatern.se/page.php?pageId=3. Läst 6 december 2011.